# Comuna de Kowale Oleckie
Kowale Oleckie (polaco: Gmina Kowale Oleckie) é uma gminy (comuna) na Polónia, na voivodia de Vármia-Masúria e no condado de Olecki. A sede do condado é a cidade de Kowale Oleckie.
De acordo com os censos de 2004, a comuna tem 5494 habitantes, com uma densidade 21,83 hab/km².

## Área
Estende-se por uma área de 251,61 km², incluindo:
- área agricola: 53%
- área florestal: 35%

## Demografia
Dados de 30 de Junho 2005:
|                      | Total   | Total | Mulheres | Mulheres | Homens  | Homens |
| -------------------- | ------- | ----- | -------- | -------- | ------- | ------ |
|                      | pessoas | %     | pessoas  | %        | pessoas | %      |
| População            | 5494    | 100   | 2688     | 48,9     | 2806    | 51,1   |
| Densidade (pop./km²) | 21,83   | 100   | 10,68    | 10,68    | 11,15   | 11,15  |

De acordo com dados de 2002, o rendimento médio per capita ascendia a 1555,13 zł.

## Subdivisões
- Bialskie Pola, Borkowiny, Chełchy, Cicha Wólka, Czerwony Dwór, Czukty, Dorsze, Drozdowo, Golubie Wężewskie, Golubki, Gorczyce, Guzy, Jabłonowo, Kiliany, Kowale Oleckie, Lakiele, Monety, Rogówko, Sokółki, Stacze, Stożne, Szarejki, Szeszki, Szwałk, Wężewo, Zawady Oleckie.

## Comunas vizinhas
- Banie Mazurskie, Gołdap, Filipów, Kruklanki, Olecko, Świętajno